# Llenyataire (Malèvitx)
Llenyataire (Woodcutter en anglès) és un quadre cubista del pintor rus Kazimir Malèvitx. Va ser pintat entre 1912 i 1913 i s'exposa al Museu Stedelijk d'Amsterdam.
El quadre va estar exposat al Tate Modern del 16 de juliol fins al 26 d'octubre de 2014. L'exposició duia el nom Malevich: Revolutionary of Russian Art i incloïa altres obres de l'autor com ara Un anglès a Moscou o una de les edicions de Quadrat negre sobre fons blanc.
Darrere el llenç de Llenyataire hi ha una altra obra de Malèvitx, anomenada Pageses a l'església (Peasant Women in Church en anglès). Aquesta obra, també pintada el 1912, és horitzontal i té les mateixes dimensions. Mostra un grup de dones que, pintades amb un estil cubista semblant al de Picasso, recorden Les senyoretes del carrer d'Avinyó, del pintor malagueny. Per tal de poder veure les dues obres, un mirall està col·locat darrere el llenç.

## Estil
Una de les més grans influències que va rebre Malèvitx va ser el moviment futurista italià, combinant en les seves obres el dinamisme dels futurismes amb les perspectives fracturades del cubisme. Llenyataire és un bon exemple d'aquest estil que ell mateix va anomenar cubofuturisme. Tant el llenyataire com el fons estan pintats amb colors futuristes cridaners en comptes dels tons apagats d'un pagès al camp. En l'experimentació amb el cubofuturisme, Malèvitx es burla dels límits entre abstracció i representació.
Els quadres de Malèvitx havien desenvolupat una sensació tridimensional gairebé escultural en aquell moment de la seva carrera, una sensació que realment brilla en aquesta obra.